# Lubena
 Lubena  falu Horvátországban Zágráb megyében. Közigazgatásilag Gradechez tartozik.

## Fekvése
Zágrábtól 43 km-re, községközpontjától  3 km-re északkeletre, a megye északkeleti részén fekszik.

## Története
A településnek 1857-ben 85, 1910-ben 149 lakosa volt. Trianonig Belovár-Kőrös vármegye Belovári járásához tartozott. 2001-ben 123 lakosa volt.

## Lakosság
| Lakosság változása | Lakosság változása | Lakosság változása | Lakosság változása | Lakosság változása | Lakosság változása | Lakosság változása | Lakosság változása | Lakosság változása | Lakosság változása | Lakosság változása | Lakosság változása | Lakosság változása | Lakosság változása | Lakosság változása |  |
| ------------------ | ------------------ | ------------------ | ------------------ | ------------------ | ------------------ | ------------------ | ------------------ | ------------------ | ------------------ | ------------------ | ------------------ | ------------------ | ------------------ | ------------------ |  |
| 1857               | 1869               | 1880               | 1890               | 1900               | 1910               | 1921               | 1931               | 1948               | 1953               | 1961               | 1971               | 1981               | 1991               | 2001               |  |
| 85                 | 76                 | 89                 | 115                | 135                | 149                | 135                | 148                | 175                | 177                | 162                | 136                | 137                | 116                | 123                |  |

## Nevezetességei
A Szenvedő Krisztus tiszteletére szentelt kápolnája.

## Külső hivatkozások
Gradec község hivatalos oldala